# 네 번째 편지
김종국의 네번째 편지는 김종국 4집으로 알려져 있는 김종국이 입대하기 전 마지막 정규 음반이다. 이 음반의 타이틀곡은 편지, 후속곡은 사랑한다는 말, 삼속곡은 사랑이에요로 선정되었다. 2007년 4월 19일 발매되었다.

## 수록곡
1. 사랑한다는 말
2. 너만 모르는 이야기
3. 편지
4. 한사람
5. 사랑이에요
6. 고백
7. 사랑이 아파도
8. 사랑지기
9. 그녀를 알아요
10. 토박이
11. 첫사랑 (Feat. Microdot)
12. 사랑했나봐
13. 이별도 고마워
14. 꿈을 향해

## 같이 보기
- 김종국 (가수)
- Evolution (김종국의 음반)